# François Vatel
François Vatel (asi 1631 — 24. dubna 1671 Chantilly) byl francouzský majordomus a jeden ze zakladatelů haute cuisine.
Narodil se jako Fritz Karl Watel v chudé rodině švýcarských přistěhovalců. Vyučil se kuchařem a ve dvaadvaceti letech vstoupil do služeb ministra Nicolase Fouqueta jako pâtissier-traiteur (cukrář a pořadatel hostin) na zámku Vaux-le-Vicomte. Dne 17. srpna 1661 zorganizoval při návštěvě krále Ludvíka XIV. velkolepý banket doprovázený hudbou Jeana-Baptista Lullyho. Krátce nato byl Fouquet zbaven funkce a uvězněn za zpronevěru – údajně proti němu krále popudila právě okázalost, s níž předváděl své bohatství. V důsledku skandálu uprchl Vatel do Anglie, ale byl ubezpečen, že mu žádný trest nehrozí, vrátil se tedy do Francie a Louis, Grand Condé ho zaměstnal na svém zámku Chantilly. Památkou na Vatelovo zdejší působení je populární pojmenování šlehačky s vanilkovou příchutí jako crème chantilly, i když tento recept je ve skutečnosti starší. Vatel byl obdivován pro svou fantazii při přípravě a podávání jídel i pro organizátorské schopnosti, dostal dokonce právo nosit meč, což byla tehdy pro neurozeného člověka zcela výjimečná pocta.
V dubnu 1671 pozval Condé na svůj zámek krále a chtěl na něj udělat co nejlepší dojem, aby dosáhl odpuštění za svoji účast v povstání frondy. Vatel tedy naplánoval několikadenní slavnost v plenéru pro tři tisíce osob, doprovázenou ohňostrojem. Protože to bylo v době velikonočního půstu, podávala se pouze jídla z ryb. Náročnost příprav na něj těžce dolehla: v obavách, že objednané suroviny nebudou stačit pro všechny hosty, rozhodl se předejít blamáži sebevraždou a ještě v průběhu hostiny se probodl vlastním mečem. O jeho smrti informuje ve svých dopisech Marie de Sévigné.
V roce 2000 natočil Roland Joffé životopisný film Vatel, v němž hrál titulní roli Gérard Depardieu.